# Carlo Trevisanello
Carlo Trevisanello (Venezia, 19 febbraio 1957) è un ex calciatore italiano, di ruolo centrocampista.
È il fratello minore di Stefano Trevisanello.

## Caratteristiche tecniche
Era un giocatore di temperamento.

## Carriera
Nasce calcisticamente nel Venezia assieme al fratello Stefano che giocherà in Serie A nel Verona e nell'Avellino.
Debutta nella massima serie con il Bologna nelle cui file gioca per due anni venendo poi ceduto a titolo definitivo all'Avellino.
Viene poi acquistato dall'Inter che lo cede dapprima al Como e poi all'Ascoli nella trattativa che prevede il trasferimento in nerazzurro di Giancarlo Pasinato in cambio dello stesso Trevisanello oltre che di Angiolino Gasparini, Pietro Anastasi e Claudio Ambu. La permanenza del centrocampista veneziano nel club marchigiano dura fino al 1982-1983, quindi, dopo una breve parentesi al Prato, disputa il campionato di Serie B 1983-1984 col Catanzaro, che chiude la stagione all'ultimo posto.
Seguirà il ritorno a Venezia dove conclude la sua carriera professionistica a soli 29 anni.
In carriera ha totalizzato complessivamente 114 presenze e 7 reti in Serie A e 86 presenze e 8 reti in Serie B.

## Palmarès

### Club

#### Competizioni nazionali
- Torneo di Capodanno: 1

Ascoli: 1980-1981

#### Competizioni internazionali
- The Red Leaf Cup: 1

Ascoli: 1980